# ブーケ (数学)

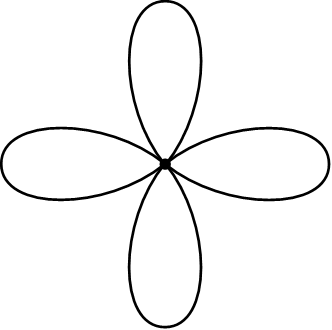
四弁のブーケ

数学における（円の）ブーケ（bouquet; 花束）は円の集まり（無限個でもよい）を一点で貼り合わせて得られる位相空間である。円のブーケのことをバラ (rose) ともいう。ブーケは自由群に近しい関係をもち、代数的位相幾何学において重要である。
円を束ねたブーケ (bouquet of circles) の一般化として、円 S1 の代わりに任意次元の球面 Sn を束ねて得られるブーケを球面のブーケ (bouquet of spheres) という。

## 定義

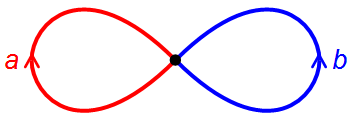
「8の字」の基本群は a と b で生成される自由群である。

円のブーケは複数の円周の一点和（ウェッジ和）として得られる。つまり、円周 S1 の p-個の複写 S11, S12, ..., S1p とそれらのおのおのから選んだ一点 xi ∈ S1i からなる基点付き円周の集合 {(S1i, xi) | i = 1, 2, ..., p} が与えられたとき、これら p-個の円周の非交和（集合論的直和）を各基点 xi を全て一点に同一視して得られる商位相空間
{\displaystyle \underbrace {S^{1}\vee S^{1}\vee \cdots \vee S^{1}} _{p}:=(S_{1}^{1}\sqcup S_{2}^{1}\sqcup \cdots \sqcup S_{p}^{1})/\{x_{1}\sim x_{2}\sim \cdots \sim x_{p}\}}
を p-弁 (petal)のブーケと呼ぶ（この右辺の同相類が基点の選び方に依らないことに注意）。胞体複体としてブーケはただ一つの頂点と各円に対応する辺をもつ。これは位相グラフの簡単な例を与える。
n-弁のブーケは一つの円周上の n-点を同一視することでも得られる。二弁のブーケは「8の字」(figure eight) としても知られる。

## 自由群との関係

「8の字」の普遍被覆を a と b で生成される自由群のケイリーグラフによって視覚化したもの。

n-弁のブーケの基本群は各弁に対応する n-個の生成元をもつ自由群であり、ブーケの普遍被覆はこの自由群のケイリーグラフと同一視することのできる無限木である（これは任意の群の表示に対応する表示複体の特別の場合である）。
ブーケの中間被覆は、対応する自由群の部分群に対応する。ブーケの任意の被覆がグラフであることに着目すれば「自由群の任意の部分群は自由である」というニールセン-シュライヤーの定理の簡単な証明が得られる。
ブーケの普遍被覆は可縮であるから、ブーケは実質的に対応する自由群 F に対するアイレンベルク-マクレーン空間である。これは、n ≥ 2 に対するコホモロジー群 Hn(F) が自明であることを意味している。

## 性質

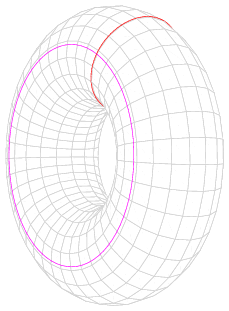
トーラスに載った「8の字」

- 任意の連結グラフはブーケにホモトピー同値である。特に、極大木を折り畳んで得られるグラフの商位相空間としてブーケが得られる。
- 円板 D2 から n-点を取り除いたもの（あるいは球面 S2 から (n + 1)-点を取り除いたもの）の変位レトラクトは n-弁のブーケである。このブーケの各弁は取り除いた点のそれぞれを取り囲むものである。
- トーラス T2 から一点を除いたものの変位レトラクトは「8の字」（ふたつの生成円の一点和）である。もっと一般に、種数 g の曲面から一点を除いたものの変位レトラクトは（基本多角形の境界としての） 2g 枚の弁をもつブーケとなる。
- 無限個の円を束ねたブーケから無限個の生成元を持つ自由群が得られる。無限弁のブーケはハワイの耳飾に似ているが同相ではない。

## 球面のブーケ
n-次元球面 Sn の k-個の複写の一点和
{\displaystyle \bigvee _{i=1}^{k}S^{n}=\overbrace {S^{n}\vee S^{n}\vee \cdots \vee S^{n}} ^{k}}
を k-弁の球面ブーケという。
ホモトピーにおけるよくある構成は n-次元球面 Sn の赤道に属する点をすべて同一視することである。こうして得られるものは、二つの球面の複写を（もともとの赤道であった）一点でつないで得られる
{\displaystyle S^{n}/{\sim }=S^{n}\vee S^{n}}
である。写像 Ψ を赤道を一点に同一視する写像 Ψ: Sn → Sn ∨ Sn とすれば、基点 x0 ∈ X 付き位相空間 (X, x0) の n-次元ホモトピー群 πn(X, x0) の二つの元 f, g の和を、f および g の Ψ との合成
{\displaystyle f+g=(f\vee g)\circ \Psi }
として理解することができる。ここで、f および g は f, g: Sn → X なる写像で、基点 s0 ∈ Sn を基点 x0 ∈ X に写すようなものとして考えるものとする。上で与えた二つの写像のウェッジ和は、台空間となるウェッジ和の中で同一視される基点において f(s0) = g(s0) = x0 となることから定義可能であるということに注意。